# Patrice Simon
 (août 2023).
Patrice Simon (né en 1969) est un chimiste français spécialisé dans le domaine de la science des matériaux et de l’électrochimie. Depuis 2007, il est professeur à l’Université de Toulouse (anciennement Université Toulouse III Paul Sabatier).
Ses travaux portent sur la synthèse et la caractérisation de matériaux pour le stockage électrochimique de l’énergie, notamment pour les systèmes de puissance (supercondensateurs et batteries). Plus précisément, il développe des techniques avancées de caractérisations électrochimiques afin de comprendre les mécanismes de stockage des charges en milieu confiné, un sujet de recherche qu’il a initié en 2006 avec Yury Gogotsi.
Il est actuellement Directeur du réseau sur le stockage électrochimique de l'énergie RS2E. Aux côtés de Hélène Burlet (CEA), il dirige également le "Programmes et Equipements Prioritaires de Recherche" (PEPR) Batteries financé dans le cadre de la stratégie national d'accélération sur les batteries.
Patrice Simon est membre de l’Académie des sciences et de l’Académie des technologies. Il a également été nommé membre de l’Académie européenne des sciences et de l’Academia Europaea.

## Biographie
Patrice Simon a étudié à l'École Nationale Supérieure des Ingénieurs en Arts Chimiques et Technologiques (ENSIACET) à Toulouse, où il a obtenu une maîtrise en métallurgie (1992) et un doctorat en science des matériaux (1996). Il a ensuite travaillé comme professeur adjoint d'électrochimie au Conservatoire national des arts et métiers de Paris, puis à partir de 2001 au Centre inter-universitaire de recherche d'ingénierie des matériaux (CIRIMAT), Université Paul Sabatier, Toulouse. Il a obtenu son doctorat de l'Université Paul Sabatier en 2002 et a été nommé professeur titulaire de science des matériaux au CIRIMAT en 2007. Il a été promu professeur en 2014.
Simon a étudié à l'École Nationale Supérieure des Ingénieurs en Arts Chimiques et Technologiques (ENSIACET) à Toulouse, où il a obtenu un master en métallurgie en 1992, puis un doctorat en science des matériaux en 1996. Par la suite, il a travaillé comme maître de conférences en électrochimie au Conservatoire National des Arts et Métiers à Paris, puis à partir de 2001, au laboratoire CIRIMAT de science des matériaux de l’Université Paul Sabatier à Toulouse. Il a obtenu son habilitation à diriger des recherches (HDR) à l’Université Paul Sabatier en 2002 et a été nommé Professeur des Universités en science des matériaux au CIRIMAT en 2007. Il a été promu Professeur de Classe Exceptionnelle en 2014.
De 2010 à 2017, il a été Directeur de l’Institut Européen de Recherche ALISTORE ERI. Il a reçu deux bourses ERC (European Research Council), en 2012 et en 2020.

## Contributions à la recherche
Les supercondensateurs sont des dispositifs de stockage d'énergie ayant une forme comparable à celle des batteries, mais offrant une puissance plus élevée ainsi qu'un cycle de charge plus long. Un type de supercondensateurs, appelés condensateurs électrochimiques à double couche (EDLC), utilise du carbone poreux à haute surface spécifique comme matériau actif. Dans ces dispositifs, le stockage de la charge s’effectue de manière électrostatique sous polarisation à l’interface électrolyte/carbone, par adsorption réversible d’ions provenant de l’électrolyte sur la surface du carbone.
En collaboration avec le professeur Yury Gogotsi (Université Drexel, États-Unis), il a démontré que les ions issus de l’électrolyte pouvaient se désolvatent partiellement afin d’accéder à de très petits nanopores (considérés auparavant comme inaccessibles) présents dans les électrodes en carbone poreux (Science, 2006). Ses recherches pourraient conduire à des avancées dans les produits commerciaux. Des approches de modélisation ont été développées en collaboration avec des théoriciens pour décrire la dynamique et l’organisation des ions dans les pores confinés,,.
Il a mis en évidence expérimentalement le concept de désolvation ionique à l’aide de techniques électrochimiques avancées, telles que la microbalance électrochimique à quartz (Electrochemical Quartz Crystal Microbalance, EQCM),,.
Le concept de désolvation ionique au cours de l’adsorption, ainsi que l’augmentation de la capacité de stockage, a également été observé dans des électrodes en oxyde de graphène réduit (rGO), soulignant le rôle clé des interactions spontanées entre la surface carbonée et l’électrolyte. Ces interactions peuvent être décrites par le potentiel zêta ou son équivalent, le potentiel de charge nulle (PZC),,.
L'effet de confinement et l’augmentation de capacité associée ont aussi été observés dans des matériaux bidimensionnels (2D), tels que les MXènes, qui stockent la charge par des réactions rédox rapides, faisant du stockage sous confinement un concept central pour la conception de matériaux de charge rapide destinés aux batteries à haute puissance.

## Prix et distinctions

### 2024
Highly Cited Researcher 2024

### 2023
Highly Cited Researcher 2023

### 2022
Highly Cited Researcher 2022

### 2021
Highly Cited Researcher 2021

### 2020
Membre de l'European Academy Of Sciences
Highly Cited Researcher 2020
Bourse ERC Synergy "MoMa-STOR" en collaboration avec le Professeur Markus Antonietti

### 2019
Membre de l'Académie des sciences
Professeur honoraire à Beijing University of Chemical Technology
Highly Cited Researcher 2019
Membre de l'Academia Europaea
Grand Prix Pierre-Süe de la Société chimique de France

### 2018
Membre de l'Académie des technologies
Clarivate Citation Laureates
Highly Cited Researcher 2018
Prix Brian Conway (International Society of Electrochemistry)

### 2017
Membre senior de l'Institut Universitaire de France

### 2016
Membre de la International Society of Electrochemistry
Highly Cited Researcher 2016
Prix de la conférence Lee Hsun sur la science des matériaux, Académie chinoise des sciences

### 2015
Médaille d'argent du CNRS
Prix RUSNANOPRIZE des nanotechnologies
Médaille Charles Eichner de la Société française de métallurgie et de matériaux

### 2012
Bourse ERC Advanced Grant "IONACES"
Chaire d'excellence de la Fondation du groupe Airbus

### 2009
Prix Tajima de la International Society of Electrochemistry

### 2007
Membre junior de l'Institut Universitaire de France